# Hammarbyleden

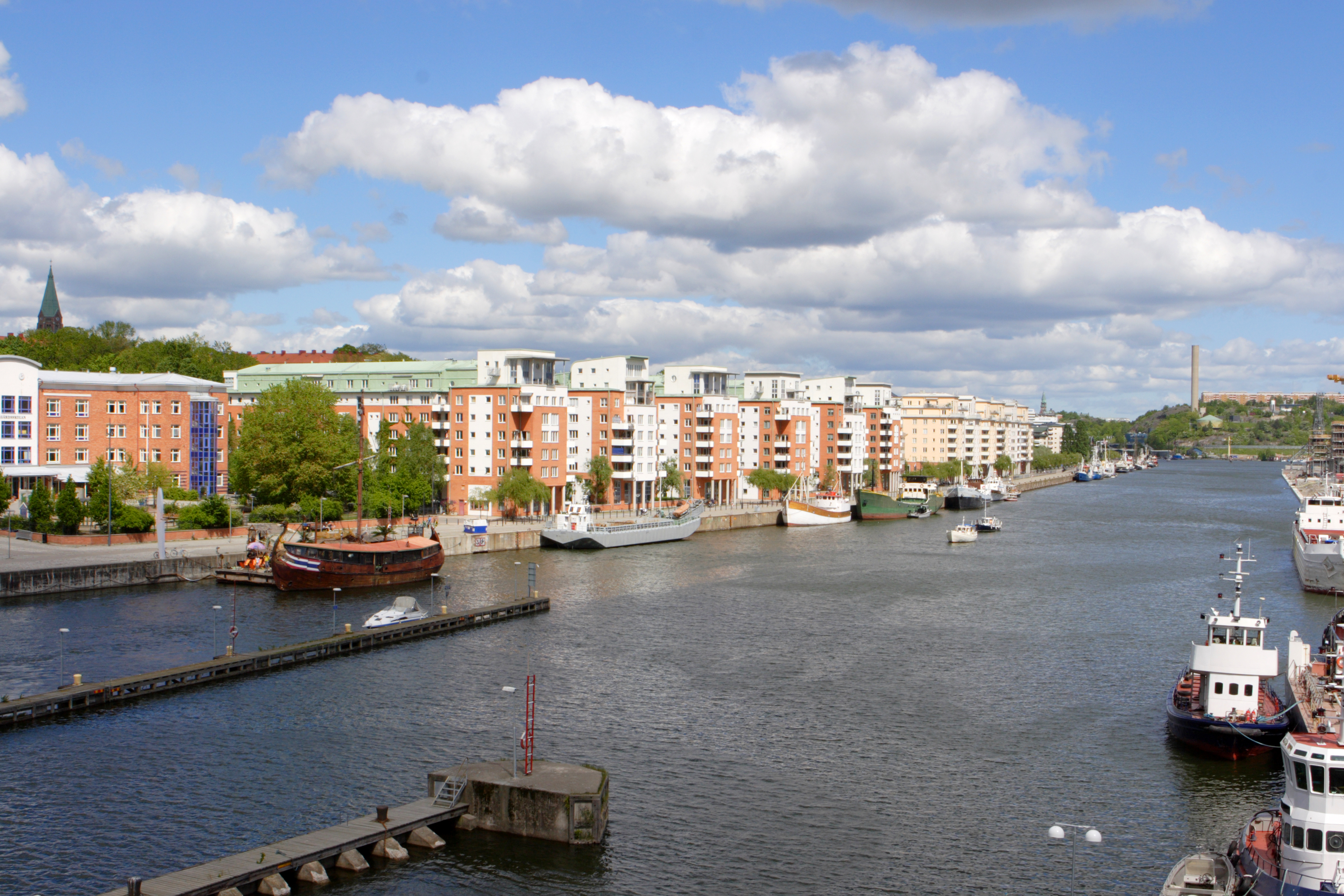
Wohnbauten am nördlichen Kanalufer

Hammarbyleden ist eine künstliche Wasserstraße im Süden von Stockholm. Sie verbindet eine Bucht der Ostsee (Danviken) mit einem Ausläufer des Sees Mälaren (Årstaviken).
Die Verbindung wurde zwischen 1918 und 1925 auf Wunsch der Stockholmer Stadtverwaltung gebaut und 1930 eingeweiht. Der Kanal sollte die Schleuse Slussen im Stadtzentrum entlasten, die den steigenden Schiffsverkehr nicht mehr bewältigen konnte. Gleichzeitig sollte auch neues Industriegelände mit Hafenanschluss etabliert werden. Zu diesem Zweck wurde das Gelände des hier gelegenen Gutshofes Hammarby aufgekauft. Für den Bau wurden zunächst die beiden Buchten durch Sprengung erweitert und ein See, der im Streckenverlauf lag, geleert. Die anschließenden Schachtarbeiten wurden 1925 abgeschlossen, woraufhin mit der Wiederauffüllung begonnen werden konnte.
Der Kanal bekam nie die große Bedeutung für Schifffahrt und Industrie, die man erhofft hatte. Da der Kanal zu flach für große Frachtschiffe war, siedelten nur wenige Unternehmen an den nördlich und südlich gelegenen Häfen an. In neuerer Zeit wurden deshalb einige der Industriebauten abgerissen. Dafür entstand an ihrer Stelle mit der Hammarby Sjöstad eines der modernsten Neubaugebiete Schwedens.